# Матківський Богдан Миронович
Богдан Миронович Матківський (нар. 14 лютого 1980, Трускавець, Львівська область) — український політик. Народний депутат України.

## Життєпис
Закінчив дев'ять класів СЗШ № 3, згодом вчився у військовому ліцеї ім. Героїв Крут. З відзнакою закінчив ПТУ № 19. Згодом закінчив факультет менеджменту та маркетингу Дрогобицького державного педагогічного університету ім. І. Франка, але пішов не по педагогічному, а по економічному напрямку. З 2008 року долучився до соціально-економічних програм. Генеральний директор ТзОВ «Зет-Автор».
Був заступником сотника 12 Сотні Майдану. У лютому 2014 року Андрій Парубій призначає Богдана Матківського координатором Самооборони в Дрогобичі. Командир 2 взводу 2 роти 1 Батальйону Національної гвардії.
Бере участь у діяльності партії Громадський рух «Народний контроль».

## Відзнаки та нагороди
- Відзнака Президента України — ювілейна медаль «25 років незалежності України» (2016).[2]